# Distrikt Hoima
Hoima ist ein Distrikt in Westuganda. Die Hauptstadt des Distrikts ist Hoima.

## Lage
Der Distrikt Hoima grenzt im Norden an den Distrikt Buliisa, im Nordosten an den Distrikt Masindi, im Osten an den Distrikt Kyankwanzi, im Süden an den Distrikt Kibaale, im Südwesten an den Distrikt Ntoroko und im Westen an den Albertsee gegenüber der Demokratischen Republik Kongo. Hoima, der Standort des Distriktshauptquartiers, liegt ungefähr 230 Kilometer auf der Straße nordwestlich von Kampala, der Hauptstadt Ugandas und der größten Stadt des Landes.

## Geschichte
Das Gebiet war Teil des ehemaligen Distrikt Bunyoro. In der Unabhängigkeit war Bunyoro ein Königreich und Hoima war eine Einheit innerhalb des Königreichs. Als die ugandischen Königreiche 1967 abgeschafft wurden, wurde Bunyoro ein Distrikt. 1974 wurde Bunyoro in Nordbunyoro und Südbunyoro aufgeteilt, wobei letzterer wiederum 1980 in die Distrikte Hoima und Masindi aufgeteilt wurde.

## Demografie
Die Bevölkerungszahl wird für 2020 auf 374.500 geschätzt. Davon lebten im selben Jahr 34,7 Prozent in städtischen Regionen und 65,3 Prozent in ländlichen Regionen.
| Zensusjahr | Einwohnerzahl |
| ---------- | ------------- |
| 1991       | 197.851       |
| 2002       | 343.618       |
| 2014       | 305.531       |

## Wirtschaft
Die Landwirtschaft mit Schwerpunkt auf Nahrungspflanzen ist das Rückgrat der lokalen Wirtschaft. Die Fischerei am Albertsee beschäftigt mehrere hundert Mitarbeiter. Die jüngste Entdeckung von Erdöl im Distrikt zieht zunehmend Menschen aus dem Distrikt für die vielen Aktivitäten an, die die Branche mit sich bringt.